# Повний цикл (Сімак)
«Повний цикл» (англ. Full Cycle) — коротка науково-фантастична повість Кліффорда Сімака, вперше опублікована журналом «Science Fiction Stories» у листопаді 1955 року.

## Сюжет
В США під час холодної війни, для мінімізації наслідків ядерного бомбардування, були прийняті закони про децентралізацію.
Міста втратили свій зміст. Робітники об'єднувались у загони та жили і пересувались у трейлерах.
Вони  кочували він одного лендлорда до іншого, брали в тимчасову оренду колишні фабрики і виготовляли товари на свій розсуд.
Всі місцеві органи влади були розпущені, а з податків залишився тільки податок на дороги.
Професор історії Амброуз Вілсон був звільнений після закриття університету. Купивши трейлер, він разом з сім'єю бідняка Джейка теж почав мандрувати, надіючись пристати до одного з загонів.
Але Джейк залишив його сплячого на одній із зупинок. Вілсон продовжив подорож пішки. Відвідуючи табори робітників, він відкрив для себе новий кочовий образ життя.
Кожен табір мав деяку спеціалізацію, що допомагала йому у виживанні. А у поодиноких мандрівників починали розвиватись навички телепатії та телекінезу.
Вілсон, аналізуючи поточний розвиток в історичній перспективі, нарешті знайшов собі заняття.
Він вирішив поєднати зусилля розробників ракетних двигунів і телекінетиків, щоб посилити мобільність таборів і позбавитись залежності від доріг, а заодно і останнього податку.